# Blanche de Charleroi
 (mars 2021).
Si vous disposez d'ouvrages ou d'articles de référence ou si vous connaissez des sites web de qualité traitant du thème abordé ici, merci de compléter l'article en donnant les références utiles à sa vérifiabilité et en les liant à la section « Notes et références ».
La Blanche de Charleroi est une bière produite par la brasserie du Val de Sambre située sur le site de l'Abbaye d'Aulne à Gozée dans la commune de Thuin en province de Hainaut (Région wallonne de Belgique).

## Description
Cette bière blanche de haute fermentation est élaborée à partir d'une sélection d'orge et de froment. Elle est refermentée en bouteille. La Blanche de Charleroi est peu marquée en goûts et en arômes. Elle se consomme surtout à l'apéritif ou par temps chaud. Elle titre 5 % d'alcool et est commercialisée en bouteilles de 33 cl.